# Palazzo Fredi
Palazzo Fredi é um palácio renascentista localizado no começo da Via degli Specchi, no rione Regola de Roma, bem na esquina com a Via di Santa Maria di Monticello no canto da Piazza Benedetto Cairoli.

## História
Este palácio foi construído para a família dos Fredi — um dos membros era Felice de Fredis, que descobriu, em 1506, a famosa estátua de Laocoonte durante a reforma em seu vinha — no início do século XVI. No século XIX, o edifício foi reformado, mas foram conservados alguns elementos originais, com as janelas arquitravadas do primeiro piso e na esquina está conservada uma coluna que separava na fachada, em sua aparência renascentista, as janelas. No piso térreo foram abertas mais recentemente várias aberturas comerciais.
No primeiro piso ainda estão preservadas, na base da varanda, algumas mísulas romanas antigas. O portal, emoldurado e arquitravado, conserva ainda o escudo sobre o qual, possivelmente, ficava o brasão dos Fredi; na arquitrave está a inscrição "PRORA ET PUPPIS EST VIVERE" ("Prora e Poppa vivem"). Um fato curioso sobre esta família é que um descendente se mudou para a França e deu origem ao Ramo dos Frédy De Coubertin, ao qual pertence o barão Pierre Frédy De Coubertin, o responsável por reviver, em 1896, os Jogos Olímpicos Modernos.